# Блејк Пјерони
Блејк Пјерони (енгл. Blake Pieroni; Краун Појнт, 15. новембар 1995) амерички је пливач чија специјалност је пливање слободним стилом на деоницама од 100 и 200 метара. Вишеструки је светски првак, олимпијски победник и национални рекордер.

## Каријера
На међународној сцени Пјерони је дебитовао 2013. на светском првенству за јуниоре одржаном у Дубаију где је као члан америчке штафете на 4×200 метара слободно освојио бронзану медаљу. Годину дана касније учестовао је и на јуниорском панпацифичком првенству где је освојио две сребрне медаље у тркама на 100 и 200 метара слободним стилом.
Први запаженији резултат у сениорској каријери Пјерони је направио на америчким олимпијским квалификацијама у Омахи 2016. на којима је успео да се избори за место у олимпијској репрезентацији Сједињених Држава за ЛОИ 2016. године. На свом дебитантском наступу на Олимпијским играма пливао је у квалификацијама штафете 4×100 слободно. Пјерони је у квалификацијама пливао у трећој измени (време 48:39), а амерички тим је као другопласирани успео да се квалификује за финале у ком су освојили златну медаљу. Пјерони није пливао финалну трку. Неколико месеци касније учестовао је и на светском првенству у малим базенима, одржаном у канадском Виндзору, где је освојио укупно три медаље пливајући у штафетним тркама.
Највећи успех у каријери остварио је на светском првенству у Будимпешти 2017. на којем је освојио укупно 3 медаље, од чега две златне. Златне медаље освојио је у штафетним тркама на 4×100 слободно и 4×100 слободно микс, док је у штафети 4×200 слободно био бронзани. У појединачној трци на 200 слободно заузео је укупно 13. место у полуфиналу.